# Missing...Presumed Having a Good Time
Missing...Presumed Having a Good Time est le seul album du groupe The Notting Hillbillies.
Sorti en 1990, il est principalement composé de reprises de titres country américains et traditionnels. L'album atteindra la 2e place des charts britanniques et obtiendra un disque de platine en France.

## Liste des titres
1. "Railroad Worksong" (traditionnel) – 5:29
2. "Bewildered" (Whitcup / Powell) – 2:37
3. "Your Own Sweet Way" (Mark Knopfler) – 4:32
4. "Run Me Down" (traditionnel) – 2:25
5. "One Way Gal" (traditionnel) – 3:10
6. "Blues Stay Away from Me" (The Delmore Brothers, Wayne Raney, Henry Glover) – 3:50
7. "Will You Miss Me" (Steve Phillips) - 3:52
8. "Please Baby" (traditionnel) – 3:50
9. "Weapon of Prayer" (Ira Loudermilk / Charlie Loudermilk) – 3:10
10. "That's Where I Belong" (Brendan Croker) – 2:51
11. "Feel Like Going Home" (Charlie Rich)– 4:52

## Musiciens
- Mark Knopfler : guitare, chant
- Brendan Croker : guitare, chant
- Steve Phillips : guitare, chant
- Paul Franklin : guitare pedal steel
- Guy Fletcher : claviers, chant

## Musiciens additionnels
- Marcus Cliffe - basse
- Ed Bicknell (gérant de Dire Straits) - batterie

## Certifications
| Pays   | Ventes    | Certification | Date |
| ------ | --------- | ------------- | ---- |
| France | 300 000 + | Platine       | 1991 |